# Zentral-Sulawesi-Bergratte

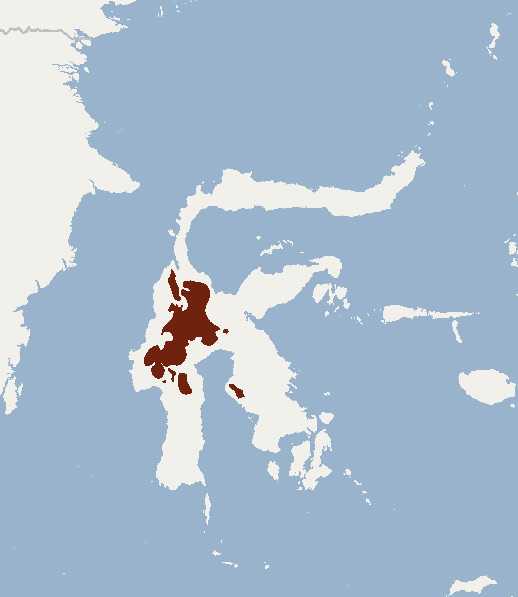
Verbreitungsgebiet der Zentral-Sulawesi-Bergratte

Die Zentral-Sulawesi-Bergratte (Bunomys penitus) ist ein auf Sulawesi endemisches Nagetier in der Unterfamilie der Altweltmäuse. Die Art wurde bei ihrer Erstbeschreibung in die Gattung der Ratten (Rattus) eingeordnet. Später erfolgte die Überführung zu den Sulawesi-Bergratten.

## Merkmale
Mit einer Kopf-Rumpf-Länge von 155 bis 242 mm, einer Schwanzlänge von 138 bis 190 mm und einem Gewicht von 95 bis 170 g ist die Art ein recht großes Nagetier. Sie hat 28 bis 45 mm lange Hinterfüße und 23 bis 29 mm lange Ohren. Sie ist durch einen gedrungenen Körper und einen breiten Kopf gekennzeichnet. Das lange und weiche Fell der Oberseite hat eine gesprenkelte graubraune bis gelbbraune Farbe mit einigen eingestreuten schwarzen Deckhaaren. Der Übergang zur hellgrauen bis weißlichen Unterseite erfolgt an den Seiten schrittweise. Jungtiere haben eine intensivere und weniger graue Färbung. Typisch für den Kopf sind pigmentfreie Haare an den Ohren und weiße Stellen an Seiten der Schnauze. Am Schwanz sind die Unterseite und die gesamte Spitze heller. Die Zentral-Sulawesi-Bergratte besitzt schmale Füße mit weißen Zehen. Die vier paarig angeordneten Zitzen der Weibchen liegen im Leistenbereich. Der diploide Chromosomensatz enthält 42 Chromosomen.

## Verbreitung
Die Zentral-Sulawesi-Bergratte bewohnt Gebirge im zentralen Bereich Sulawesis sowie auf der südöstlichen Halbinsel. Sie konnte zwischen 1285 und 2290 Meter Höhe registriert werden. Dieses Nagetier hält sich in ursprünglichen Regenwäldern und anderen feuchten Wäldern auf.

## Lebensweise
Männchen und Weibchen sind nachtaktiv und bodenbewohnend. Sie jagen Regenwürmer, Schnecken, Gliederfüßer, die mit Früchten und Pilzen komplettiert werden. Typische Pilze zählen zu den Gattungen Ohrlappenpilze und Zwergknäuelinge. Weiterhin zählen Samen von Bäumen der Gattung Lithocarpus zur Nahrung. Zur Fortpflanzung ist nichts bekannt.

## Gefährdung
Waldrodungen, die auch in Nationalparks vorkommen, sind eine potenzielle zukünftige Bedrohung. Im Jahr 2019 war das geeignete Habitat noch ausreichend groß. Die IUCN listet die Zentral-Sulawesi-Bergratte als nicht gefährdet (least concern).